# راشد الليم
راشد عبيد جمعة الليم هو الرئيس السابق لهيئة كهرباء ومياه الشارقة (سيوا). اختاره حاكم الشارقة صاحب السمو الشيخ الدكتور سلطان بن محمد القاسمي في سن مبكرة لمشروع البناء والمنطقة الاقتصادية في الإمارة. كما نشر عدة كتب.  
حصل على العديد من الأوسمة والجوائز الدولية في مجالات مختلفة. كما حصل على جائزة قادة الأعمال في الشرق الأوسط لعام 2012 من قبل رئيس إندونيسيا .  

## الحياة الشخصية
ولد في 1 ديسمبر 1966 لعائلة من الطبقة المتوسطة.  في عام 1983، ذهب إلى الخارج للحصول على التعليم العالي. أكمل تعليمه المهني في الخارج. بعد الانتهاء من دراسته التحق بأموكو أويل عام 1989. في عام 1989 ، حصل على دبلوم هندسة البترول من جامعة أزوسا باسيفيك في لوس أنجلوس. في عام 2004 ، حصل على ماجستير إدارة الأعمال من جامعة أتلانتيك بولاية فلوريدا ، وفي عام 2012 حصل أيضًا على درجة الدكتوراه في الإدارة من جامعة سالفورد بالمملكة المتحدة. 

## روابط خارجية
- الدكتور راشد الليم يحضر الافتتاح الرسمي لفعاليات التجارة المزدوجة في مسقط
- اللئم: رجل الحمرية ذو الرؤية